# 마그하웨이 알타우라
마그하웨이 알타우라(아랍어: جيش سورية الحرة) 또는 시리아 자유군은 시리아 국경지대인 알탄프 일대에 거점을 마련한 시리아 반군이다. 2015년 5월 20일 시리아 아랍군 탈영병과 시리아 반군이 설립했을 때의 명칭은 시리아 신군(아랍어: جيش سوريا الجديد) 으로 불렸고, 2016년 12월부터 2022년 10월까지는 혁명 코만도군(아랍어: جيش مغاوير الثورة)이라고 불렸다. 2016년 12월 시리아 신군이 해산된 뒤에 마그하웨이 알타우라가 설립되었다.

## 작전 역사

### 시리아 신군
시리아 신군의 이전 단체는 알라후 아크바르 여단이었으며, 이전에는 아부 카말에 주둔했었다. 시리아 신군은 2015년 5월 20일에 창설되었으며, 요르단에서 훈련을 받았다. 2015년 11월 16일, 시리아 신군은 이라크와 요르단 근처의 시리아 남동부 알탄프에 배치되어 미국의 지원 없이 공습을 수행했다 2016년 3월 5일, 시리아 신군과 또 다른 자유 시리아군인 순교자 아흐마드 알압도 부대는 요르단 국경을 넘어온 ISIL을 알탄프에서 격퇴한 뒤 알탄프를 점령했다. 2016년 5월에는 알탄프 인근 NSA 기지에서 이슬람 국가의 자살폭탄 공격이 발생해 다수의 사상자가 발생했다. 이 공격으로 시리아 신군의 회원들의 긴장이 높아지고 사기가 떨어졌으며, 회원들은 미국이 약속한 장비를 제공받지 못했다고 주장했다. 2016년 6월, 알탄프 인근 시리아 신군기지는 러시아군의 공습을 받았고, 다수의 집속탄 공격으로 2명이 사망하고 18명이 부상을 입었다. 시리아 신군이 공개한 사진에서 라타키아의 흐메이밈 공군기지에서 투하된 러시아 RBK-500 집속탄이 확인됐지만 러시아는 공습에 대한 책임을 부인했다. 6월 말, 이 단체는 아부 카말에서 ISIL에 대한 공세를 시작했지만 공세는 ISIL에 의해 격퇴되었다. 2016년 8월 3일, 시리아 신군은 자브하트 알아살라 왈탄미야에서 축출되었다.